# Electrophorus varii
La anguila eléctrica de Vari (Electrophorus varii) es una de las especies que integran el género de peces de agua dulce Electrophorus, ubicado en la familia de los gimnótidos. Habita en aguas cálidas del norte de Sudamérica. Este pez puede producir potentes descargas eléctricas.

## Taxonomía
Descripción original
Esta especie fue descrita originalmente en el año 2019 por los ictiólogos Carlos David De Santana, Wolmar B. Wosiacki, William G. R. Crampton, Mark H. Sabaj, Casey B. Dillman, Raimundo N. Mendes-Júnior y Natália Castro e Castro.
Localidad tipo
La localidad tipo referida es: “río Goiapi, isla de Marajó, estado de Pará, Brasil”.
Holotipo
El ejemplar holotipo designado es el catalogado como: MPEG 25422; se trata de un espécimen adulto el cual midió 1000 mm de longitud estándar. Se encuentra depositado en la colección de ictiología del Museo Paraense Emílio Goeldi, institución de investigación de la región amazónica, ubicado en Belém, estado de Pará, Brasil.
Etimología
Etimológicamente, el término genérico Electrophorus se construye con palabras en el idioma griego, en donde: elektron significa ‘ámbar’ y pherein es ‘llevar’.
El epíteto específico varii es un epónimo que refiere al apellido de la persona a quien fue dedicada, el ictiólogo Richard Peter Vari en agradecimiento a sus contribuciones científicas.

## Historia taxonómica
Tradicionalmente, y durante dos siglos y medio, se creyó que había una sola especie de anguila eléctrica, Electrophorus electricus, la cual había sido descrita en el año 1766 por el célebre naturalista sueco Carlos Linneo con el nombre científico de Gymnotus electricus. Esta hipótesis nunca había sido puesta a prueba, a pesar de la importancia de estos peces en múltiples campos de la ciencia, gracias a su capacidad para generar fuertes descargas eléctricas. 
En el año 2019, un equipo compuesto por los investigadores Carlos David de Santana, William G. R. Crampton, Casey B. Dillman, Renata G. Frederico, Mark H. Sabaj, Raphaël Covain, Jonathan Ready, Jansen Zuanon, Renildo R. de Oliveira, Raimundo N. Mendes-Júnior, Douglas A. Bastos, Tulio F. Teixeira, Jan Mol, Willian Ohara, Natália Castro e Castro, Luiz A. Peixoto, Cleusa Nagamachi, Leandro Sousa, Luciano F. A. Montag, Frank Ribeiro, Joseph C. Waddell, Nivaldo M. Piorsky, Richard P. Vari y Wolmar B. Wosiacki, encontró una abrumadora cantidad de datos genéticos, morfológicos y ecológicos que indicaban la existencia de tres linajes, los cuales habían divergido durante el Mioceno y el Plioceno, por lo que se describió a los dos que carecían de denominación formal, una de ellas fue E. varii mientras que la restante fue E. voltai.

## Características
Es un pez de cuerpo alargado (anguiliforme), que alcanza 148,5 cm de longitud estándar.
El rasgo más llamativo es el producir potentes descargas eléctricas, tanto para atontar a sus presas como para repeler ataques de predadores. Se han registrado descargas de 572 voltios.
Los órganos eléctricos están ubicados en la zona craneal. Pueden ser agrupados en dos conjuntos: los de bajo voltaje (órgano de Sachs/órgano posterior de Hunter) y los de alto voltaje (órgano principal/órgano anterior de Hunter) con una forma de onda monofásica de cabeza positiva. Los órganos eléctricos de bajo voltaje en esta especie tienen una duración de entre 1,24 y 1,78 ms, mientras que los órganos eléctricos de alto voltaje llegan a desarrollar entre 151 y 572 V.

## Distribución geográfica y hábitat
Esta especie se distribuye en cursos fluviales de aguas cálidas de la región septentrional de Sudamérica. Habita preferentemente en sistemas fluviales con llanuras de inundación en tierras bajas de la cuenca del Amazonas, en Colombia, Venezuela, Ecuador, Guayana Francesa, el Perú, Bolivia y Brasil.
Las características de su hábitat incluyen aguas negras de baja conductividad y aguas blancas de alta conductividad, con ríos que fluyen lentamente, que presentan sustratos limosos o arenosos (no rocosos) y sin rápidos ni cascadas. E. varii y E. voltai coexisten en algunos ríos del escudo guayanés.